# 2007 Mixtape
2007 Mixtape – mixtape Eminema wydany w listopadzie 2007 roku. Na mixtape'ie zostały umieszczone nowe utwory z całego 2007 roku.

## Lista utworów
1. "Still Shady"
2. "Ain't going no where"
3. "No New Niggaz"
4. "Drop it like it's hot Freestyle"
5. "Skit #1 (Em call's to Hot97)"
6. "Touch Down feat. T.I"
7. "Peep Show feat. 50 Cent"
8. "Shady Baby feat. Obie Trice"
9. "Pistol Poppin' feat. CaShis"
10. "There They Go feat. Obie Trice" "
11. "Skit #2 (Em Call's to Shady45)"
12. "Shade Babbe bee "
13. "Ain't Show feat. D12"
14. "Im too bizzy (DJ Tomekk RMX)"
15. "1-0 (Game Over) Freestyle (The Game & BWS Diss)
16. "Crystal feat. Method Man"
17. "Too Long feat. Dr. Dre"
18. "Bad guys always die 2 feat. 50 Cent"
19. "Creep Fast feat. Twista, T- Pain (Shady Version)"
20. "I saw another Slim"
21. "Long Speech to goodbye (Outro)"